# Вісьнево (Млавський повіт)
Вісьнево (пол. Wiśniewo) — село в Польщі, у гміні Вішнево Млавського повіту Мазовецького воєводства.
Населення — 519 осіб (2011).
У 1975—1998 роках село належало до Цехановського воєводства.
20 листопада 2021 року, близько 11:00 за місцевим часом екс-президент Європейської Ради Дональд Туск, перебуваючи за кермом автомобіля «Шкода», грубо порушив швидкісний режим у селі: їхав зі швидкістю 107 км/год, що більше ніж на 50 км/год перевищує допустиму. Політику виписали штраф 500 злотих, на три місяці позбавили водійських прав.

## Демографія
Демографічна структура станом на 31 березня 2011 року:
|          | Загалом | Допрацездатний вік | Працездатний вік | Постпрацездатний вік |
| -------- | ------- | ------------------ | ---------------- | -------------------- |
| Чоловіки | 269     | 62                 | 174              | 33                   |
| Жінки    | 250     | 48                 | 144              | 58                   |
| Разом    | 519     | 110                | 318              | 91                   |